# Aderus crassioricornis
Aderus crassioricornis es una especie de coleóptero de la familia Aderidae. Fue descrita científicamente por Maurice Pic en 1948 (nomen novum).